# آلبرت آلن
آلبرت آلن (به انگلیسی: Albert Allen) (زاده	۱ آوریل ۱۸۶۷ - درگذشته	۱۳ اکتبر ۱۸۹۹) بازیکن فوتبال اهل کشور انگلستان بود که سابقهٔ بازی در تیم ملی فوتبال انگلستان را در کارنامهٔ خود دارد. وی در تاریخ ۷ آوریل ۱۸۸۸ تنها بازی ملی خود را در مقابل تیم ملی فوتبال ایرلند انجام داد.
این بازیکن توانسته در این بازی ملی، ۳ گل به ثمر برساند.